# Xã Marion, Quận Cole, Missouri
Xã Marion (tiếng Anh: Marion Township) là một xã thuộc quận Cole, tiểu bang Missouri, Hoa Kỳ. Năm 2010, dân số của xã này là 3.823 người.